# Cuerva (bebida)

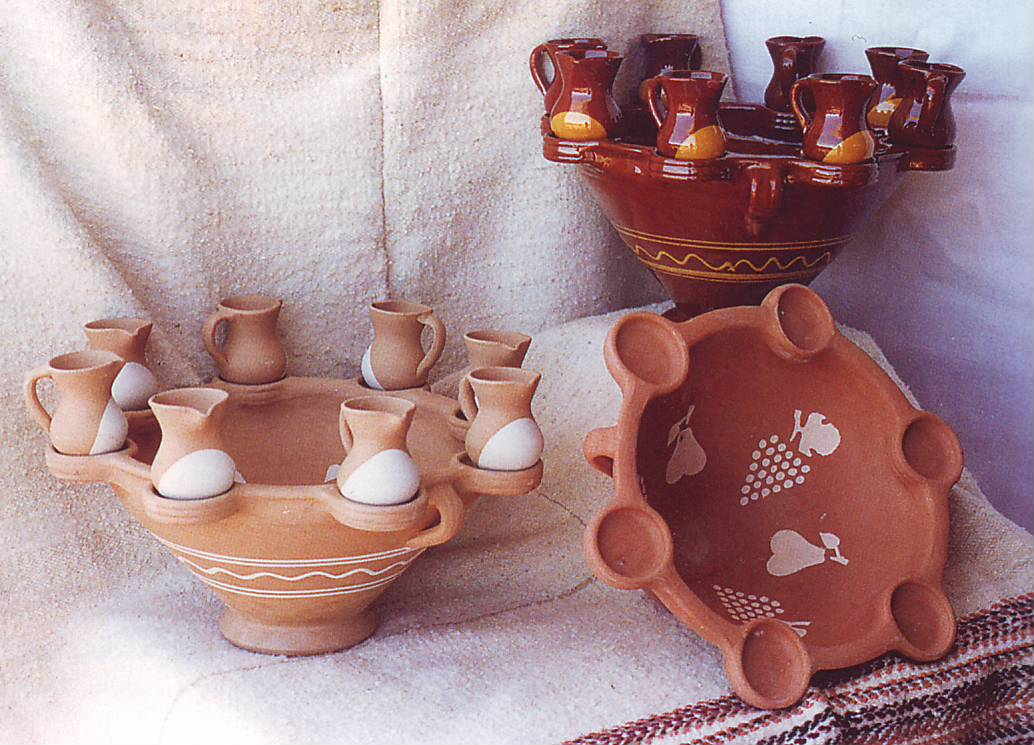
Cuerveras del Museo de Cerámica de Chinchilla de Montearagón. Colección Belmonte Useros

La cuerva es una bebida hecha con vino y limón, similar a la sangría y la zurra. Típica en zonas de Albacete, Murcia, Granada, Cuenca, Almería y Jaén, muy popular en bautizos, bodas, reuniones y fiestas tradicionales.

## Elaboración
Como el resto de las sangrías, la cuerva se hace con vino, limón, azúcar y fruta del tiempo, básicamente: peros, melocotones, plátanos, manzanas, naranjas, albaricoques. Su elaboración y aliño varían no solo según las localidades sino también la persona que la prepare, todas tienen su «truco».
La tradición incluía en el rito ceremonial de consumir la cuerva una serie de brindis que iniciaba el alfarero que hizo la cuervera.

## Presentación  y origen
Se suele presentar para consumir en un recipiente llamado cuervera que se acompaña de un cazo y tacicas, jarritas o vasos , si bien antiguamente bastaba un lebrillo grande. Su origen se remonta a la época romana.